# Wincing the Night Away
Wincing the Night Away ist das vierte Studioalbum der US-amerikanischen Indieband The Shins, das im Januar 2007 erschien.

## Entstehung und Veröffentlichung
Die Erstveröffentlichung von Wincing the Night Away erfolgte am 22. Januar 2007 bei Sub Pop. Das Album erschien in seiner Originalausführung als CD und Download mit elf Titeln (Katalognummer: SPCD 705). Am 24. Juni 2016 erschien das Album als MC-Ausführung (Katalognummer: SPCS705) sowie am 23. März 2018 erstmals als LP (Katalognummer: SPLPX705).
Geschrieben und produziert wurden alle Lieder von Shins-Frontmann James Mercer. Während er für den Schreibprozess alleine verantwortlich zeichnete, bekam er bei der Produktion Unterstützung durch Joe Chiccarelli. Der Albumtitel ist eine Anspielung auf Sam Cookes Twistin’ the Night Away. In Phantom Limb wurde die Band gesanglich von Anita Robinson begleitet, die die Band normalerweise bei Liveauftritten unterstützt.

## Stil
Wincing the Night Away gilt als experimenteller als die Vorgängeralben der Gruppe. In Sealegs lassen sich Hip-Hop-artige Beats finden. Die Gitarre wird teilweise durch ein undeutlicheres Keyboard ersetzt. Mercers Gesang wird stellenweise wiederholt oder erhält ein Echo.

## Titelliste
1. Sleeping Lessons – 3:58
2. Australia – 3:57
3. Pam Berry – 0:57
4. Phantom Limb – 4:49
5. Sealegs – 5:23
6. Red Rabbits – 4:32
7. Turn On Me – 3:43
8. Black Wave – 3:19
9. Spilt Needles – 3:47
10. Girl Sailor – 3:46
11. A Comet Appears – 3:49

## Singleauskopplungen
| Jahr | Titel        | Höchstplatzierung, Gesamtwochen, AuszeichnungChartplatzierungen (Jahr, Titel, , Platzierungen, Wochen, Auszeichnungen, Anmerkungen) | Höchstplatzierung, Gesamtwochen, AuszeichnungChartplatzierungen (Jahr, Titel, , Platzierungen, Wochen, Auszeichnungen, Anmerkungen) | Anmerkungen                             |
| Jahr | Titel        | UK | US | Anmerkungen                             |
| ---- | ------------ | --- | --- | --------------------------------------- |
| 2006 | Phantom Limb | UK42 (1 Wo.)UK | US86 Gold · (1 Wo.)US | Erstveröffentlichung: 14. November 2006 |
| 2007 | Australia    | UK62 (1 Wo.)UK | US— GoldUS | Erstveröffentlichung: 9. April 2007     |
| 2007 | Turn on Me   | — | — | Erstveröffentlichung: 3. September 2007 |
| 2007 | Sea Legs     | — | — | Erstveröffentlichung: 2. Dezember 2007  |

## Rezensionen
Der New Musical Express sprach vom bisher besten Album der Band und verlieh ihm neun von zehn möglichen Punkten. Es biete einen abwechslungsreicheren und überzeugteren Klang. Das i-Tüpfelchen seien die Texte, da man nie wisse, auf was James Mercer eigentlich hinauswolle. Robert Christgau schrieb im Rolling Stone: „Keinesfalls kann die neue Musik auf die bescheidene Art gut sein, wie es die alte Musik war. Keinesfalls kann sie geschmeidig, reizend oder unbewacht sein – und sie kann weniger lyrisch oder traurig oder selbstgemacht klingen.“ Stattdessen merke man Wincing the Night Away die Arbeit von drei Jahren an. Christgau verlieh dem Album 3,5 von fünf möglichen Punkten.
Auf laut.de sprach man von einem „rundum wunder-wunderschöne[n]“ Album, das viel zu früh ende. In Intro meinte man, es sei „[...] lang nicht mehr so eingängig und sympathisch knarzig wie seine Vorgänger, dafür viel klarer und aufwendiger produziert.“. Die Stücke seien komplexer, breiter instrumentiert und „haben in Musik und Texten durchaus mal atmosphärisch völlig konträre Teile.“

## Kommerzieller Erfolg

### Chartplatzierungen
Wincing the Night Away avancierte zum Top-10-Erfolg in Kanada und den Vereinigten Staaten (je Rang 2), Australien (Rang 5) oder auch in Norwegen (Rang 8).
| ChartsChartplatzierungen       | Höchstplatzierung | Wochen |
| ------------------------------ | ----------------- | ------ |
| Deutschland (GfK)              | 44 (2 Wo.)        | 2      |
| Vereinigte Staaten (Billboard) | 2 (25 Wo.)        | 25     |
| Vereinigtes Königreich (OCC)   | 16 (5 Wo.)        | 5      |

| ChartsJahrescharts (2007)      | Platzierung |
| ------------------------------ | ----------- |
| Vereinigte Staaten (Billboard) | 122         |

### Auszeichnungen für Musikverkäufe
Im Februar 2025 wurde das Album für über eine Million verkaufte Einheiten mit einer Platin-Schallplatte in den Vereinigten Staaten ausgezeichnet. dort konnte es sich alleine in der ersten Verkaufswoche über 118.000 Mal verkaufen sowie 53.000 Mal in der zweiten Woche. Darüber hinaus verkaufte sich das Album über 60.000 Mal im Vereinigten Königreich.
| Land/Region                  | Auszeichnungen für Musikverkäufe (Land/Region, Auszeichnung, Verkäufe) | Verkäufe  |
| ---------------------------- | ---------------------------------------------------------------------- | --------- |
| Vereinigte Staaten (RIAA)    | Platin                                                                 | 1.000.000 |
| Vereinigtes Königreich (BPI) | Silber                                                                 | 60.000    |
| Insgesamt                    | 1× Silber · 1× Platin ·                                                | 1.060.000 |